# 新田玄気
新田 玄気（にった げんき、1982年8月22日 - ）は、香川県高松市出身の元プロ野球選手（捕手）。

## 来歴・人物

### プロ入り前
小学校3年でソフトボールを始めると、屋島中学校時代に軟式野球へ転向。高松商業高校では捕手兼投手。3年時に主将を務め、夏の全国高等学校野球選手権香川大会でベスト8まで進んだ。中央大学への進学後は、当初は打撃を活かして指名打者や外野で出場。4年次に春秋連続で東都大学リーグのベストナイン（捕手部門）に選ばれた。在学中には、リーグ戦通算で80試合に出場。打率.266（312打数83安打）、3本塁打、32打点という記録を残した。大学時代のチームメイトに亀井義行がいる。
大学卒業後の2005年に、松下電器（現在のパナソニック）へ入社。当初は外野手だったが、すぐに正捕手に定着する。同年の第32回社会人野球日本選手権大会決勝（対NTT西日本戦）の延長11回に齊藤信介から中越えサヨナラ打を放った。2008年はDHとして社会人ベストナインに選出された。
2008年のNPBドラフト会議で、東京ヤクルトスワローズが5巡目で指名。契約金3,000万円、年俸1,000万円（金額は推定）という条件で入団した。

### プロ入り後
2009年には、イースタン・リーグ公式戦38試合に出場。打率.241、5本塁打を記録したほか、フレッシュオールスターゲームにも同リーグ選抜の一員として出場したが、一軍公式戦への出場機会はなかった。
2010年には、8月26日の対横浜ベイスターズ戦（明治神宮野球場）9回裏に代打で一軍公式戦デビューを果たすと、一軍初安打を左翼への二塁打で記録した。一軍公式戦には、通算で6試合に出場。打率.333（6打数2安打）でシーズンを終えた。
2011年には、イースタン・リーグ公式戦39試合の出場で打率.183、0本塁打と振るわず、一軍公式戦への出場機会はなかった。
2012年には、一軍公式戦8試合に出場。9月15日の対横浜DeNAベイスターズ戦（神宮）では、藤江均からの2点適時打によって、一軍公式戦初打点を記録した。
2013年には、一軍公式戦で入団後最多の14試合に出場。5月15日には、「7番・捕手」として対埼玉西武ライオンズ戦（神宮）にスタメンで出場すると、7回裏の打席で一軍初本塁打を牧田和久からの2点本塁打で記録した。
2014年には、イースタン・リーグ公式戦49試合の出場で、本塁打0ながら打率.352をマーク。一軍公式戦への出場機会がないまま、10月1日に球団から戦力外通告を受けたが、秋季キャンプから打撃投手へ転身した。12月2日付で、NPBから自由契約選手として公示。
2015年以降も打撃投手やブルペン捕手を務めていたが、ブルペン捕手であった2017年に、6月24日付で育成選手契約を締結。レギュラーシーズンの開幕から故障者が相次ぐチーム事情を背景に、イースタン・リーグ公式戦へ出場できる選手の不足に伴う暫定措置ながら、3年ぶりに現役へ復帰した。なお、背番号については、ブルペン捕手時代の104を引き続き着用する。イースタン・リーグ公式戦には3試合出場し、10月3日に球団から戦力外通告を受け、再びブルペン捕手に戻ることとなった。10月31日付で自由契約選手公示された。

## 詳細情報

### 年度別打撃成績
| 年 度     | 球 団     | 試 合 | 打 席 | 打 数 | 得 点 | 安 打 | 二 塁 打 | 三 塁 打 | 本 塁 打 | 塁 打 | 打 点 | 盗 塁 | 盗 塁 死 | 犠 打 | 犠 飛 | 四 球 | 敬 遠 | 死 球 | 三 振 | 併 殺 打 | 打 率 | 出 塁 率 | 長 打 率 | O P S |
| --------- | --------- | ----- | ----- | ----- | ----- | ----- | -------- | -------- | -------- | ----- | ----- | ----- | -------- | ----- | ----- | ----- | ----- | ----- | ----- | -------- | ----- | -------- | -------- | ----- |
| 2010      | ヤクルト  | 6     | 6     | 6     | 0     | 2     | 1        | 0        | 0        | 3     | 0     | 0     | 0        | 0     | 0     | 0     | 0     | 0     | 1     | 0        | .333  | .333     | .500     | .833  |
| 2012      | ヤクルト  | 8     | 9     | 9     | 0     | 2     | 0        | 0        | 0        | 2     | 2     | 0     | 0        | 0     | 0     | 0     | 0     | 0     | 1     | 1        | .222  | .222     | .222     | .444  |
| 2013      | ヤクルト  | 14    | 18    | 17    | 4     | 6     | 0        | 0        | 1        | 9     | 7     | 0     | 0        | 0     | 0     | 1     | 0     | 0     | 5     | 0        | .353  | .389     | .529     | .918  |
| 通算：3年 | 通算：3年 | 28    | 33    | 32    | 4     | 10    | 1        | 0        | 1        | 14    | 9     | 0     | 0        | 0     | 0     | 1     | 0     | 0     | 7     | 1        | .313  | .333     | .438     | .771  |

### 年度別守備成績
| 年 度 | 捕手 | 捕手 | 捕手 | 捕手 | 捕手 | 捕手 | 捕手   | 捕手   | 捕手   | 捕手   | 捕手   |
| 年 度 | 試合 | 刺殺 | 補殺 | 失策 | 併殺 | 捕逸 | 守備率 | 企図数 | 許盗塁 | 盗塁刺 | 阻止率 |
| ----- | ---- | ---- | ---- | ---- | ---- | ---- | ------ | ------ | ------ | ------ | ------ |
| 2010  | 1    | 1    | 0    | 0    | 0    | 0    | 1.000  | 0      | 0      | 0      | -      |
| 2012  | 3    | 6    | 0    | 0    | 0    | 0    | 1.000  | 1      | 1      | 0      | .000   |
| 2013  | 2    | 6    | 2    | 1    | 0    | 0    | .889   | 2      | 1      | 1      | .500   |
| 通算  | 6    | 13   | 2    | 1    | 0    | 0    | .938   | 3      | 2      | 1      | .333   |

### 記録
- 初出場：2010年8月26日、対横浜ベイスターズ19回戦（明治神宮野球場）、9回裏に松井光介の代打で出場
- 初打席・初安打：同上、9回裏に山口俊から左越二塁打
- 初打点：2012年9月15日、対横浜DeNAベイスターズ21回戦（明治神宮野球場）、8回裏に藤江均から中前2点適時打
- 初先発出場：2013年5月15日、対埼玉西武ライオンズ2回戦（明治神宮野球場）、7番・捕手で出場
- 初本塁打：同上、7回裏に牧田和久から左中間へ2ラン

### 背番号
- 32 （2009年 - 2014年）
- 104 （2015年 - )